# Jasper Wiese
Pour les articles homonymes, voir Wiese.
Pas d'image ? Cliquez ici

a Compétitions nationales et continentales officielles uniquement.

b Matchs officiels uniquement.
Dernière mise à jour le 1 septembre 2024.
Jasper Wiese, né le 21 octobre 1995 à Upington (Afrique du Sud), est un joueur international sud-africain de rugby à XV , jouant principalement au poste de troisième ligne centre. Il évolue avec le club anglais des Leicester Tigers en Premiership depuis 2020.

## Biographie

### Jeunesse et formation
Jasper Wiese commence à jouer au rugby dès son plus jeune âge, et poursuit ensuite cette pratique lors de sa scolarité à la Hoërskool Upington,. À la même période, il dispute la Craven Week avec la province des Griquas en 2011, 2012 et 2013,. 
Après le lycée, il rejoint l'Université de technologie centrale de Bloemfontein pour suivre des études dans le domaine de l'agriculture, dans le sillage de père et de son frère aîné. Il évolue avec l'équipe de l'université en Varsity Cup (en) (championnat universitaire sud-africain) entre 2014 et 2016,. À partir de 2014 également, il rejoint l'académie des Free State Cheetahs, avec qui il dispute les compétitions provinciales des moins de 19 et 21 ans,.
Son frère aîné, Cobus Wiese (en), est lui aussi joueur professionnel de rugby à XV et évolue actuellement avec les Sale Sharks.

### Carrière en club

#### Débuts professionnels en Afrique du Sud (2016-2020)
Jasper Wiese commence sa carrière professionnelle en 2016 avec les Free State Cheetahs, lorsqu'il est appelé à disputer la Provincial Cup. Après une première saison où il joue neuf matchs, et inscrit un essai, il est annoncé dans l'effectif de la franchise des Cheetahs pour disputer la saison 2017 de Super Rugby,. Il ne dispute cependant aucune rencontre, il dispute à la place une saison de Rugby Challenge avec la province des Griffons,.
Toujours en 2017, après son passage aux Griffons, il fait son retour avec les Free State Cheetahs, avec qui il fait ses débuts en Currie Cup. Plus tard la même année, il est retenu dans l'effectif des Cheetahs retenu pour disputer le Pro14, et fait ses débuts le 4 novembre 2017 contre la province irlandaise du Connacht. Il ne joue que deux rencontres lors de sa première saison.
Lors des deux saisons suivantes, il voit son temps de jeu augmenter petit à petit aussi bien au niveau provincial, qu'en Pro14. En 2019, il remporte la Currie Cup avec son équipe, après une finale remportée face aux Golden Lions. Toutefois en 2020, les Cheetahs sont exclus du Pro14, et Wiese décide de quitter la province. 

#### Transfert à Leicester (depuis 2020)
En juillet 2020, il rejoint le club anglais des Leicester Tigers évoluant en Premiership,. Il joue son premier match sous ses nouvelles couleurs le 21 novembre 2020 contre Gloucester, et se fait immédiatement remarquer par sa puissance physique et sa capacité à gagner des duels en attaque,. Il poursuit ensuite sur sa lancée, et s'impose rapidement comme le titulaire indiscutable au poste de troisième ligne centre grâce à ses bonnes performances,,. Il est notamment titulaire lors de la finale du Challenge européen qui oppose son club à Montpellier, et inscrit un essai malgré la défaite de son équipe. Wiese termine par ailleurs la compétition en tête du classement des meilleurs porteurs de balles, avec 69 ballons utilisés en percussion en cinq matchs.
Durant la saison 2021-2022, Leicester est éliminé en quarts de finale de la Coupe d'Europe par les Irlandais du Leinster. Cependant en championnat, le club se qualifie jusqu'en finale où il affronte les Saracens. Pour cette rencontre, Jasper Wiese est titulaire en troisième ligne aux côtés de Hanro Liebenberg et Tommy Reffell et marque un essai. Son équipe s'impose en toute fin de match grâce à un drop de Freddie Burns. 

### Carrière internationale
Jasper Wiese participe aux camps d'entraînements de la sélection sud-africaine des moins de 20 ans en 2015, mais n'est pas retenu dans l'effectif final,.
En juin 2021, il est sélectionné pour la première fois avec les Springboks par le sélectionneur Jacques Nienaber pour préparer la tournée des Lions britanniques en Afrique du Sud,. Il connaît sa première cape le 2 juillet 2021 contre la Géorgie à Pretoria.
En juin 2023 il est sélectionné par Jacques Nienaber dans un groupe de quarante joueurs pour préparer le Rugby Championship,. Durant cette compétition, il ne joue qu'un seul match. Début août, il est sélectionné pour participer à la Coupe du monde 2023.  Durant le Mondial, il dispute quatre rencontres, dont trois en tant que titulaire. Son pays se qualifie en finale où il affronte la Nouvelle-Zélande. Jasper Wiese débute ce match sur le banc des remplaçants, alors qu'il n'avait pas participé à la demi-finale contre l'Angleterre. Il entre en jeu à la 73e minute à la place de Siya Kolisi et son équipe l'emporte 12-11. Les Springboks sont donc champions du monde pour la quatrième fois de leur histoire, devenant l'équipe la plus titrée de la compétition désormais,,. Japser Wiese remporte quant à lui son premier titre en sélection.

## Palmarès

### En club
- Vainqueur de la Currie Cup en 2019 avec les Free State Cheetahs.
- Finaliste du Challenge européen en 2021 avec les Leicester Tigers.
- Vainqueur du Championnat d'Angleterre en 2022 avec les Leicester Tigers.

### En sélection nationale
- Vainqueur de la Coupe du monde en 2023.

### Distinctions personnelles
- Membre de l'équipe-type du Championnat d'Angleterre en 2024.

## Statistiques
Au 3 mai 2024, Jasper Wiese compte 33 capes en équipe d'Afrique du Sud, dont 22 en tant que titulaire, depuis le 2 juillet 2021 contre l'équipe de Géorgie à Pretoria. 
Il participe à trois éditions du Rugby Championship, en 2021, 2022 et 2023. Il dispute onze rencontres dans cette compétition.